# Championship Baseball
Championship Baseball est un jeu vidéo de baseball développé par Gamestar et publié par Activision à partir de 1986 sur Apple II, Commodore 64, Amiga, Atari ST, IBM PC, Macintosh, ZX Spectrum et Amstrad CPC. Il s’agit d’une version amélioré du jeu Star League Baseball. Il peut être joué à deux ou seul contre l’ordinateur. Au cours d’une partie, les joueurs observent le match par l’intermédiaire de plusieurs écrans d’affichage. Le premier permet de visualiser l’ensemble du terrain en vue de dessus. Le second s’affiche lors de la confrontation entre le lanceur et le batteur et permet au joueur de définir le timing de son coup. Le jeu se joue à l’aide d’un joystick, les options étant sélectionnées en déplaçant un curseur à l’écran dans différents menus,.

## Accueil
| Championship Baseball |      |       |
| Média                 | Nat. | Notes |
| ACAR                  | GB   | 62 %  |
| Commodore User        | GB   | 6/10  |
| Dragon Magazine       | US   | 3.5/5 |